# Austrian-Airlines-Flug 901
Auf dem Austrian-Airlines-Flug 901 kollidierte am 26. September 1960 eine Vickers Viscount 837 der österreichischen Fluggesellschaft Austrian Airlines beim Anflug auf den Flughafen Moskau-Scheremetjewo bei regnerischen Verhältnissen mit dem Gelände, wobei 31 der 37 Insassen getötet wurden.

## Flugverlauf
Flugkapitän Erwin Wilfing (* 1924) und sein Copilot Ferdinand Freisleben (* 1921) starteten die Maschine um 13:45 Uhr am Flughafen Wien-Schwechat. Der Flug führte über den Flughafen Warschau-Okęcie zum Flughafen Moskau-Scheremetjewo, wobei die dortige Ankunftszeit für 21:45 Uhr Ortszeit festgelegt war. Aufgrund des schlechten Wetters in Russland hatte der Flug bereits 35 Minuten Verspätung.
Beim Anflug auf den Flughafen Moskau-Scheremetjewo wurden zwei Warteschleifen geflogen und danach vom Kontrollturm die Landefreigabe für Landebahn 07 erteilt, worauf der Sinkflug begonnen und das Fahrwerk und die Landeklappen ausgefahren wurden. Rund 10 km westlich des Flughafens, nahe dem Ort Krjukowo, berührte die Maschine in nur 20 m Höhe Baumwipfel. Die Piloten versuchten noch, diesen Fehler zu korrigieren und die Maschine nach oben zu ziehen, was nicht mehr gelang. Die Maschine schlug eine 400 m lange Schneise in das dichte Waldgebiet und fing Feuer. Nachdem der Kontrollturm das Flugzeug über Funk nicht erreichen konnte, wurde Alarm ausgelöst. Der Unfall wurde von einer Gruppe Studenten verfolgt, die unweit der Absturzstelle ein Quartier hatten. Sie waren die ersten Helfer vor Ort. Die Evakuierungsarbeiten im dichten unwegsamen Gelände gestalteten sich durch den durch Regen aufgeweichten Boden als besonders schwierig.

## Opfer
Bei dem Unfall starben 19 Österreicher, sechs Russen, zwei US-Amerikaner, zwei Inder, eine Australierin und ein Engländer. Direkt an der Unfallstelle verloren 27 Insassen ihr Leben. Zehn noch überlebende Personen wurden in das örtliche Krankenhaus von Kryukovo gebracht, wo zwei von ihnen verstarben. Die acht Überlebenden wurden in das Moskauer Botkin-Krankenhaus gebracht, wo zwei Österreicher Tage später verstarben. Die meisten der Opfer befanden sich im vorderen Teil des Flugzeugs.
Für die Identifizierung der Leichen wurde der Wiener Gerichtsmediziner Wilhelm Holczabek nach Moskau entsandt. Die 25 Särge der Toten, welche nicht in Russland beerdigt wurden, wurden am 4. Oktober 1960 mit einer Aeroflot-Chartermaschine nach Wien gebracht und dort von Bundeskanzler Julius Raab, Vizekanzler Bruno Pittermann und den trauernden Angehörigen übernommen.
Das einzig überlebende Crewmitglied war die Stewardess Maria Wernle (1932–2015).

## Fluggerät
Die viermotorige Vickers Viscount 837 mit Turboprop-Antrieb wurde im Februar 1960 als erstes von sechs neu angeschafften Flugzeugen, zu einem Stückpreis von knapp 35 Millionen Schilling, an die AUA ausgeliefert und auf den Namen des österreichischen Komponisten Joseph Haydn getauft. Die Maschine trug die Seriennummer 437 und war bis zum Unfall knapp 1300 Stunden geflogen. Für die erst drei Jahre zuvor gegründete Fluggesellschaft, die erst im April 1958 ihre ersten Flüge aufnahm, war dies der erste und bislang letzte Verlust eines Flugzeuges.

## Unfallursache
Der Unfall wurde von den russischen Behörden und vom österreichischen Verkehrsministerium, vertreten durch Ministersekretär Vogl und Felix Schalk, dem späteren Direktor der Austrian Airlines, untersucht.
Als Unfallursache wurde eine falsche Anzeige der Flughöhe im Höhenmesser verantwortlich gemacht, die zu einem gesteuerten Flug ins Gelände führte. Ob die Piloten die Flughöhe falsch interpretiert haben oder die Höhenmesser im Cockpit defekt waren, konnte nicht eruiert werden. Die Luftdruckeinstellung der beiden Höhenmesser durch die Piloten differierte jedenfalls um 23 Millibar, was einer Höhendifferenz von etwa 210 Metern (690 Fuß) entspricht.
Die Unfallberichte zwischen Österreich und Russland wurden bereits im Oktober gegenseitig ausgetauscht und an den damaligen Bundesminister für Verkehr und Elektrizitätswirtschaft Karl Waldbrunner übermittelt.
In seinem Buch „Der Fall Lucona. Ost-Spionage, Korruption und Mord im Dunstkreis der Regierungsspitze“ behauptet der Autor und Journalist Hans Pretterebner, dass Udo Proksch, einer der gebuchten Passagiere des Fluges 901 mit engen Kontakten zum sowjetischen Geheimdienst KGB, unmittelbar vor dem Abflug auf dem Flughafen Wien-Schwechat telefonisch davor gewarnt wurde, das Flugzeug zu besteigen, und daraufhin auf den Flug verzichtete. Pretterebner meint daher, dass die Viscount im Landeanflug auf den Flughafen Moskau-Scheremetjewo auf Anweisung des KGB durch zu niedrige Höhenangaben der Moskauer Flugsicherung absichtlich zum Absturz gebracht wurde. Grund für dieses Vorgehen des sowjetischen Geheimdienstes auf dem Höhepunkt des Kalten Kriegs soll es gewesen sein, an US-amerikanische Geheimdokumente zu gelangen, die im Frachtraum der OE-LAF transportiert wurden und für die US-amerikanische Botschaft in Moskau bestimmt waren. Der damals in Moskau stationierte britische Journalist John Miller berichtet in seinen Memoiren, dass der Absturz der OE-LAF von sowjetischer Seite ursprünglich vertuscht wurde.